# 南海病院附属准看護学院
南海病院附属准看護学院（なんかいびょういんふぞくじゅんかんごがくいん）は、医療法人敬愛会南海病院が運営する。徳島県鳴門市鳴門町土佐泊浦にある看護学校である。

## 学科
- 准看護学科

## 沿革
- 1971年10月28日 - 南海病院付属准看護学院を開設。

## 所在地
- 〒772-0053 徳島県鳴門市鳴門町土佐泊浦字高砂5